# John Wesley Hillman
Pour les articles homonymes, voir Hillman (homonymie).
John Wesley Hillman (29 mars 1832 – 19 mars 1915) était un prospecteur américain pendant la ruée vers l'or en Californie et un explorateur. Il est le premier homme d'origine européenne à avoir découvert le Crater Lake.